# Prudenci Bertrana

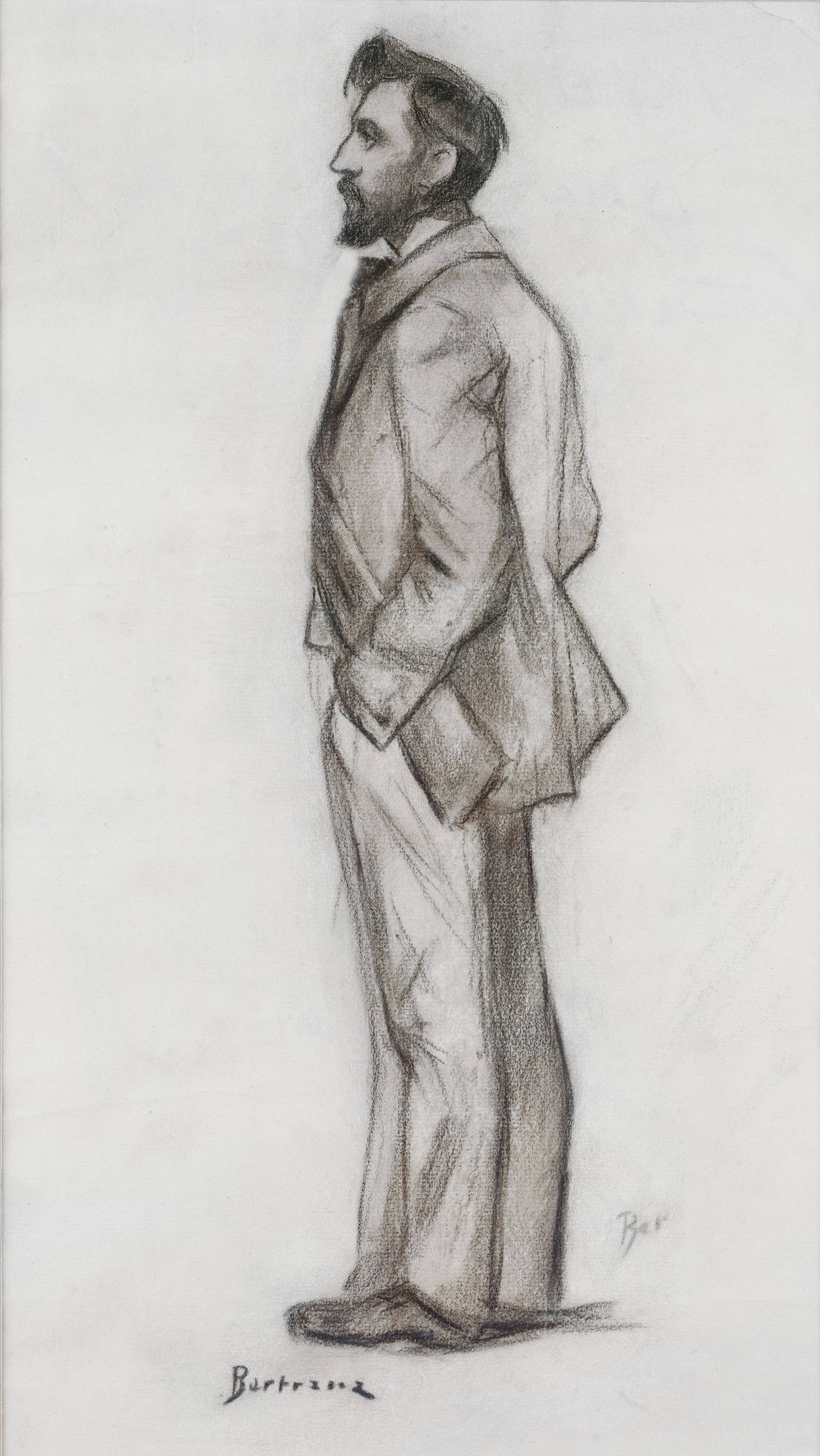
Prudenci Bertrana. Retrato de Rafael Masó, 1905. Fundación Rafael Masó

Prudenci Bertrana Comte (Tordera, 19 de enero de 1867-Barcelona, 21 de noviembre de 1941) fue un periodista y escritor modernista español. Conocido por su novela Josafat (1906), en la madurez empezó a escribir cuentos y novelas desmarcándose literariamente de las modas de la época. Además de su producción periodística escribió textos de humor, novela psicológica y del mundo animal. Algunos de sus cuentos se consideran de los mejores que se han escrito en catalán. En 1968 la fundación que lleva su nombre creó el Premio Prudenci Bertrana, uno de los premios más cuantiosos de la literatura en catalán.

## Biografía
Nació el 17 de enero de 1867 en la localidad barcelonesa de Tordera. Prudenci, hijo de Josep Bertrana, un propietario rural de ideología carlista, pasó una infancia itinerante siguiendo las aventuras bélicas, durante la tercera guerra carlista, de su padre junto con su madre. Fue en la masía de Espriu de l'Esparra (La Selva) donde Prudenci se apasionó por la naturaleza y por la caza.  Estudió el bachillerato en Gerona y por presión paterna un curso de ingeniería industrial en Barcelona (1884) pero no continuó. En 1885 se decantó por la pintura y se matriculó en la Llotja (Lonja).
De vuelta a Gerona, hacia 1890, se casó con Neus Salazar con quien tuvo tres hijas y un hijo. Solo una de sus hijas sobrevivió, Aurora Bertrana, que también se convertiría en escritora. Perdida la herencia paterna empezó a trabajar como profesor de dibujo y pintor de paisajes, retratos de difuntos, exvotos o rótulos.
En 1902 entró en la redacción de la revista conservadora Vida, que recogía los aspectos más significativos del modernismo y en la que Bertrana publicó comentarios sobre arte y literatura y algunos cuentos como "La Guineu" (La zorra) un relato de ambiente rural. Frecuentaba los medios literarios de Gerona, participó en la renovación de la vida cultural, especialmente en la organización de los Juegos Florales y empezó a publicar.
En 1907 dirigió Lletres un medio incómodo para la sociedad gerundense de la época. La publicación de su novela Josafat en la que se percibe el marco de la Catedral de Gerona, su colaboración con Diego Ruiz en un panfleto titulado La locura de Àlvarez de Castro (1910) y sus actividades políticas a favor del nacionalismo republicano fueron motivo de escándalo.
Dirigió el diario republicano Ciudadanía, hasta que cesó cuando fue encarcelado y procesado por uno de sus artículos. A raíz de este proceso se trasladó a Barcelona (1911) donde antes ya había también sido objeto de un reconocimiento a su labor especialmente por la conferencia que pronunció en 1908 en la Associació Nacionalista Catalana: De les belleses de la Natura y el meu goig (De las bellezas de la Naturaleza y mi goce) con notable éxito. En ella propuso una actitud antiintelectual totalmente enfrentada con el espíritu del novecentismo. De esta conferencia surgieron las Proses bàrbares (Prosas bárbaras) (1911). Antonio Lòpez le propuso dirigir el semanario satírico, republicano y anticlerical L'Esquella de la Torratxa y La Campana de Gracia. También colaboró en El Poble Català y La Veu de Catalunya. 
En Barcelona vivió hasta su muerte, acaecida el 21 de noviembre de 1941, ejerciendo de periodista, escritor y profesor de pintura en la Escola del Bosc de Montjüic del Ayuntamiento de Barcelona, sin acabar de encajar nunca del todo en la vida literaria de la ciudad desplazado, como muchos otros modernistas, por la intelectualidad novecentista.

### Trayectoria literaria
Su obra novelística, estructurada desde una minuciosa y detallada observación del mundo, parte de la experiencia de la propia vida como hombre y escritor.
Escribió una primera novela en 1899 titulada Violeta, pero por motivos desconocidos permaneció inédita. Finalmente se publicó en 2013.  Algunas de sus biografías consideran que su primer escrito fue L'Oreneta, anterior al cuento Tart! ! publicado en 1903. En 1906 publicó Josafat, la novela que lo consagró como escritor y cuyos personajes se centran en personajes idealistas y anarquizantes.  Poco a poco se fue convirtiendo en un personaje central en la vida cultural de Gerona. En 1907 recogió en Crisàlides una parte de la obra primeriza. El mismo año publicó Nàufrags (1907) con el que ganó el primer premio del concurso de novela de la Biblioteca del Poble Català. Le siguieron Tieta Claudina traducida bajo el título Ernestina en 1910 (no fue publicada al catalán hasta 1929) y Proses bàrbares (1911) que señala el momento culminante de su producción.
Además de las novelas Bertrana publicó numerosos cuentos: La lloca vídua y altres contes (1905), Els Herois (1920), El meu amic Pellini y altres contes (1923), La bassa roja (1923), El desig de pecar (1924) y L'òrgan del diputat (1924) y escribió teatro sin lograr el reconocimiento de la crítica  (Enyorada solitud! (1917), Les ales d’Ernestina (1921), La dona neta (1924) y El comiat de Teresa (1931).
Cuando, después de una larga polémica alrededor de la novela retomó este género lo hizo con Jo! Memòries d'un metge filòsof’ (¡Yo! Memorias de un médico filósofo’’’) (1925) ridiculizando a su antiguo amigo Diego Ruiz, director del psiquiátrico de Salt entre los años 1909 y 1910.
La trilogía Entre la terra i els núvols —formada por L'hereu (1931), El vagabund (1933) y L'impenitent (1948)— refleja especialmente su huella autobiográfica, recogida en torno a las frustraciones personales, la más dolorosa de las cuales fue la muerte de tres hijos. Con la primera de las obras L'hereu (1931) ganó el premio Joan Crexells. 
En 1935 presidió los Juegos Florales de Gerona y en 1936 los de Barcelona. En 1937, ya en plena guerra civil, publicó "En Rossinyol que jo he tractat" (El Rusiñol que yo he tratado).

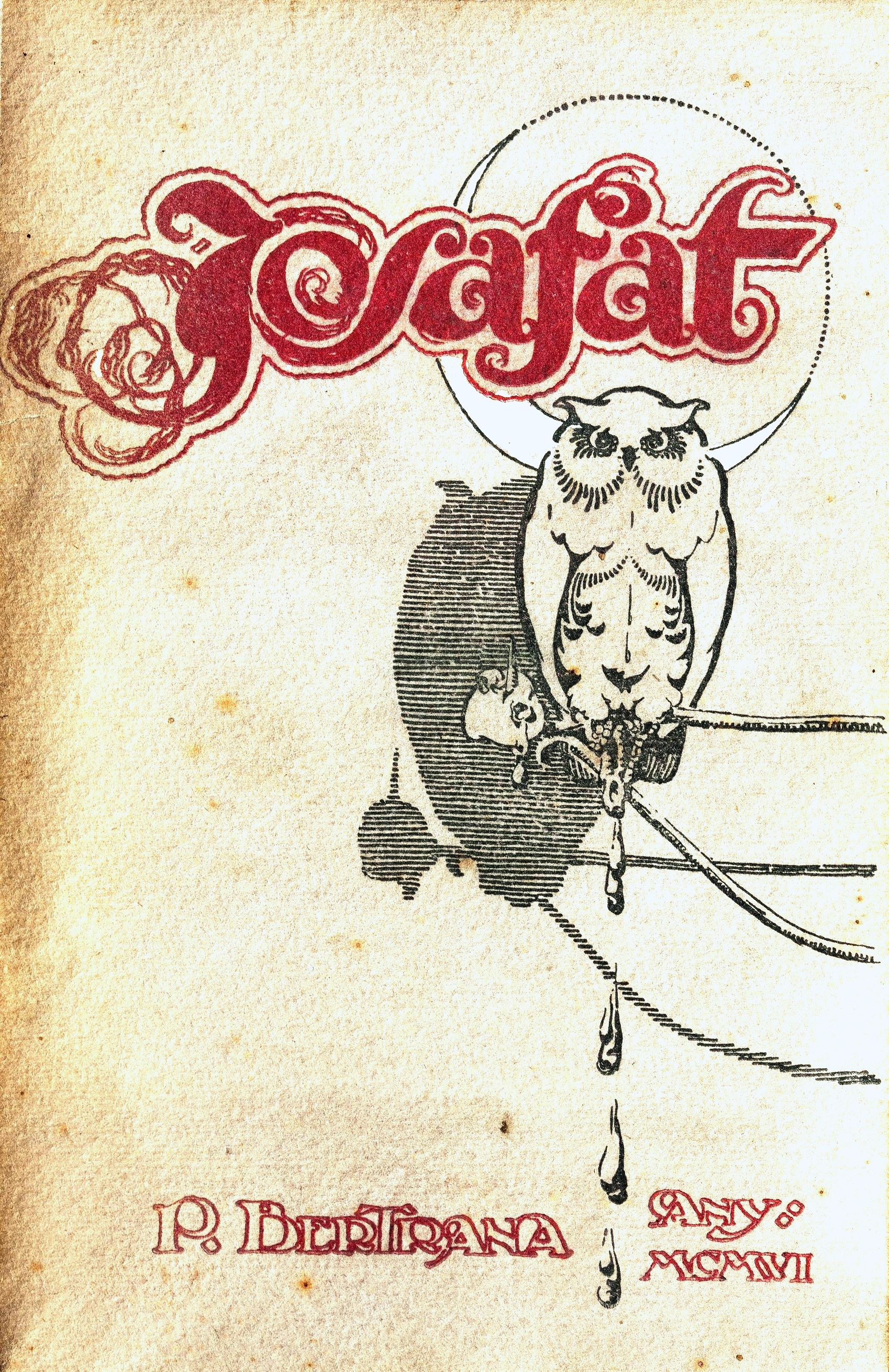
Portada de la primera edición de Josafat. 1906. Fundación Rafael Masó

Su hija, Aurora Bertrana también se dedicó a la literatura y escribió unas memorias que contienen numerosas referencias a su padre.

## Premios y reconocimientos
- 1931 Premio Joan Crexells

### Premio Prudenci Bertrana
En 1968 la Fundación Prudenci Bertrana creó en Gerona por suscripción popular un premio literario con su nombre que se ha convertido en uno de los más prestigiosos de novela.

## Fondo personal
El fondo personal de Prudenci Bertrana se conserva en el Archivo Histórico de la Ciudad de Barcelona y está integrado por un total de treinta y ocho documentos relacionados con su obra como escritor y como artista. Veintiuno de ellos son textos originales, manuscritos y mecanografiados, principalmente de novelas y comedias. Un conjunto de recortes de periódico, ordenados y clasificados por el propio autor en dos libretas, reúne numerosas críticas de su producción literaria y artística y una colección de impresos, así como los estrenos y representaciones de algunas de sus obras de teatro.